# Wilhelm Jakob Behaghel

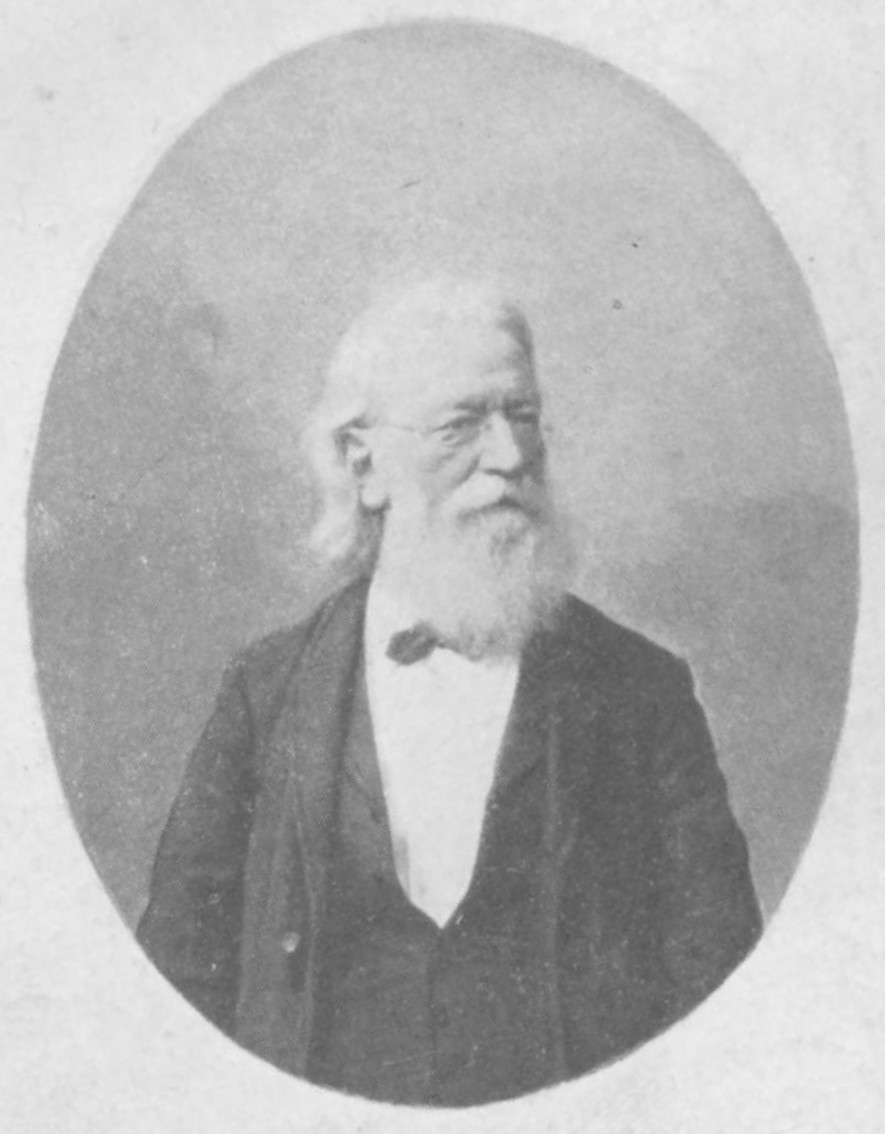
Wilhelm Jakob Behagel

Wilhelm Jakob Behaghel (* 25. April 1824 in Elberfeld; † 18. Mai 1896 in Freiburg im Breisgau) war ein deutscher Rechtswissenschaftler und Jurist. Er war ab 1861 Professor der Rechte an der Universität Freiburg. Von 1863 bis 1866 war Behaghel Mitglied der zweiten Kammer und von 1873 bis 1882 Mitglied der ersten Kammer des Badischen Landtages. 

## Leben

### Familie und Ausbildung
Wilhelm Jakob wurde als Sohn des Lehrers und Theologen Johann Georg Behaghel (1797–1861) geboren. Die Familie ließ sich 1828 in Heidelberg nieder, wo sein Vater am Lyzeum eine Stelle als Gymnasialprofessor erhielt. Er selbst besuchte später das Großherzogliche Gymnasium in Heidelberg und studierte an der Heidelberger Universität Rechtswissenschaften.
Sein Onkel war der Direktor des Mannheimer Lyzeums Johann Peter Behaghel.

### Beruflicher Werdegang
1845 wurde er als Rechtspraktikant in den großherzoglich badischen Justizdienst übernommen. Von 1848 bis 1852 arbeitete Behaghel an den Sekretariaten des Hofgerichts in Mannheim und beim Ministerium des Inneren. 1852 wurde er Assessor am Bezirksamt Donaueschingen. 1856 wechselte er als solcher an das Hofgericht in Mannheim. Dort wurde Behaghel 1860 zum Hofgerichtsrat und stellvertretenden Staatsanwalt ernannt.
Nach der Berufung von August Lamey zum badischen Innenminister, übernahm er dessen ordentliche Professur an der juristischen Fakultät der Freiburger Universität. Sein Lehrstuhl umfasste französisches und badisches Landrecht, deutsches und badisches Zivilprozessrecht sowie deutsches Strafprozessrecht mit besonderer Rücksicht auf das Strafverfahren in Baden. Ab 1883 hielt er zusätzlich Vorlesungen in Handels- und Wechselrecht. Bis zu seinem Tod 1896 unterrichtete er an der Freiburger Universität.
Ab 1888 war er außerdem Direktor der akademischen Wirtschaftsdeputation, zu einem Zeitpunkt, als die Hochschule einen deutlichen Aufschwung erlebte. Er verwaltete die finanziellen Mittel und das Vermögen der Universität, verteilte Stipendien und verfügte über die Einnahmen aus verschiedenen Stiftungen.
Für seine Verdienste wurde Behaghel von Großherzog Friedrich I. von Baden bereits 1870 mit dem Ritterkreuz I. Klasse des Ordens vom Zähringer Löwen ausgezeichnet. Später wurde ihm noch das Eichenlaub verliehen. 1877 erhielt er den Titel eines großherzoglich badischen Hofrats und 1894 die Rangerhöhung zum Geheimen Hofrat.
Im Winter 1895/1896 erkrankte er schwer. Im April 1896 musste er für das kommende Sommersemester Urlaub erbitten und seine Vorlesungen einstellen. Seinen Genesungsurlaub konnte er nicht mehr antreten, er starb am 18. Mai 1896, im Alter von 72 Jahren in Freiburg.

### Abgeordneter in der Badischen Ständeversammlung
1863 wurde Behaghel als Abgeordneter des 31. Wahlkreises, er umfasste die Ämter Philippsburg und Schwetzingen, in die zweite Kammer des badischen Landtages gewählt. Ein Mandat, das er bis 1866 ausübte. 1871 wurde er Mitglied der badischen evangelischen Generalsynode.
Nach seiner Ernennung zum Prorektor der Freiburger Universität 1872 wählten ihn seine Universitätskollegen 1873 zu ihrem Vertreter in die erste Kammer der Badischen Ständeversammlung. Bis 1881 wurde er immer wiedergewählt. An der parlamentarischen Arbeit nahm er regen Anteil, häufig findet sich sein Name in den Protokollen der Kammerverhandlungen. Bei juristischen Vorlagen, wie dem badischen Einführungsgesetz zu den Reichsjustizgesetzen, erscheint Behaghel als Berichterstatter.

### Ehrenamtliche Tätigkeiten
Behaghel, der selbst Cello spielte, war in zahlreichen gemeinnützigen Vereinen tätig. Er war für längere Zeit Präsident der Freiburger Liedertafel. 1870 war er Präsident des ersten und 1886 Ehrenpräsident des vierten badischen Sängerbundfestes zu Freiburg.
Eine weitere Leidenschaft von ihm war das Wandern. 1881 übernahm er die Präsidentschaft des Badischen Schwarzwaldvereins. Der Verein, er stand kurz vor der Auflösung, war in schwierigen finanziellen Verhältnissen. Unter seiner Leitung konnte die Mitgliederzahl von 500 Personen auf 6000 im Jahre 1891, dem Jahr seines Rücktrittes, gesteigert werden. Nach dem Muster des Alpenvereins wurden 48 Sektionen gegründet die über ein Jahreseinkommen von 30.000 Mark verfügen konnten. Er ließ neue Waldgebiete für den Verein erschließen, Wege anlegen und Wegweiser errichten.
Für den Deutsch-österreichischen Alpenverein gründete er eine Freiburger Sektion, bei der er von 1881 bis 1890 erster Sektionsvorsitzender war.

## Veröffentlichungen (Auswahl)
- Das neue Grossherzoglich Badische Press-Gesetz vom 2. April 1868. Freiburg 1868.
- Gedächtnißrede auf Franz Arnold von Woringen bei dessen akademischer Todtenfeier. Freiburg 1871.
- Die ehelichen Güterverhältnisse der Ausländer welche während bestehender Ehe in das Grossherzogthum Baden seit Einführung des Landesrechts eingezogen sind oder noch einziehen werden. Freiburg 1872.
- Das badische bürgerliche Recht und der Code Napoléon. Mit besonderer Rücksicht auf die Bedürfnisse der Praxis. 2 Bände, Karlsruhe 1875 und 1876.
- Gesetze über Erwerb und Belastung des Grundeigenthums. Freiburg 1888.